# حصن إبين إميل
حصن ابن إميل (بالفرنسية: Fort d'Ében-Émael) هو حصن بلجيكي خارج الخدمة يقع بين لياج وماستريخت، على الحدود البلجيكية الهولندية، بالقرب من قناة ألبرت، خارج قرية إبن إميل. وقد بُنيّ من أجل الدفاع عن بلجيكا من أي هجوم ألماني عبر الحزام الضيق للأراضي الهولندية في المنطقة. شُيدّ ما بين أعوام 1931-1935، واشتهر بكونه منيعًا وفي ذلك الوقت، وكان الأكبر من نوعه في العالم حينها. ومع ذلك تمكنت القوات الألمانية المحمولة جوًا على متن طائرات شراعية (حوالي 85 رجلاً) من تحييد الحصن في 10 مايو 1940 خلال الحرب العالمية الثانية. مهد هذا العمل الطريق للقوات البرية الألمانية لدخول بلجيكا، دون عوائق نيرانية من مدفعية إبن إميل. لا يزال الحصن في عُهدة الجيش البلجيكي، وقد حوفظ عليه وهو مفتوح أمام الزوار حاليًا.

## وصلات خارجية
- الموقع الرسمي لحصن ابن إميل